# Johann Nicolaus Mempel
Johann Nicolaus Mempel (* 10. Dezember 1713 in Heyda b. Ilmenau; † 26. Februar 1747 in Apolda), auch Mempell oder Mämpel, war von 1740 bis zu seinem Tode Kantor in Apolda.

## Bedeutung
Die Bedeutung Mempels für die Musikforschung besteht darin, dass er eine der wichtigen Handschriften der Orgel- und Clavierwerke Johann Sebastian Bachs mitverfasst hat: die sogenannte Mempell-Preller-Handschrift, die nach Mempel und Johann Gottlieb Preller benannt wurde. Bislang ist nicht bekannt, wo Mempel mit Bachs Musik in Kontakt kam. Möglicherweise war er mit Johann Gottfried Walther bekannt oder mit Johann Peter Kellner.